# آمایا (تگزاس)
آمایا (به انگلیسی: Amaya) یک منطقهٔ مسکونی در ایالات متحده آمریکا است که در تگزاس واقع شده‌است. آمایا ۹۳ نفر جمعیت دارد.